# Aspidiotus taraxacus
Aspidiotus taraxacus är en insektsart som först beskrevs av Tang 1984.  Aspidiotus taraxacus ingår i släktet Aspidiotus och familjen pansarsköldlöss. Inga underarter finns listade i Catalogue of Life.